# Ovidiu Petre
Ovidiu Petre (Bucareste, 22 de março de 1982) é um ex-futebolista romeno que atuava como meio-campista.

## Títulos
Galatasaray
- Taça da Turquia (2004-05)